# Ciclón Fani
La tormenta ciclónica muy severa Fani (En bengalí: ফণী, translit. Phaṇī, significado 'capucha de una serpiente'; , designación IMD: BOB 02, designación JTWC: 01B) fue un poderoso ciclón tropical que tocó tierra en la India oriental y Bangladés como una tormenta ciclónica extremadamente severa. La segunda tormenta nombrada, la primera tormenta nombrada por el Departamento Meteorológico de la India (IMD) y la primera tormenta ciclónica severa de la temporada de ciclones en el Índico Norte de 2019, se originó en una depresión tropical que se formó cerca del oeste de Sumatra en el Océano Índico el 26 de abril de 2019. El Centro Conjunto de Advertencia de Tifones (JTWC) monitorizó una perturbación tropical que se formó en el Océano Índico Norte, y lo designó con el identificador 01B. Fani se desvió lentamente hacia el oeste, encontrándose en un área propicia para el fortalecimiento. El sistema se intensificó y dos días después de ser nombrado, se convirtió en el ciclón Fani, la segunda tormenta de la temporada. Fani se movió hacia el norte, luchando por intensificarse cuando la moderada cizalladura vertical del viento obstaculizó su progreso. Después de alejarse de la cizalladura del viento, Fani comenzó a intensificarse rápidamente y se convirtió en una tormenta ciclónica extremadamente severa el 30 de abril de 2019, la primera tormenta ciclónica severa de la temporada. Bangladés sugirió el nombre Fani (pronunciado "Foni").
Fani alcanzó su intensidad máxima el 2 de mayo, como una tormenta ciclónica extremadamente severa, y el equivalente a un huracán de categoría 4 de alto nivel. Fani continuó manteniendo su fuerza hasta que tocó tierra, donde su estructura convectiva se degradó rápidamente y fue desgarrada por la cizalladura vertical del viento. Al día siguiente, Fani pasó por Calcuta como una tormenta ciclónica, antes de debilitarse a una depresión el 4 de mayo.

## Historia meteorológica

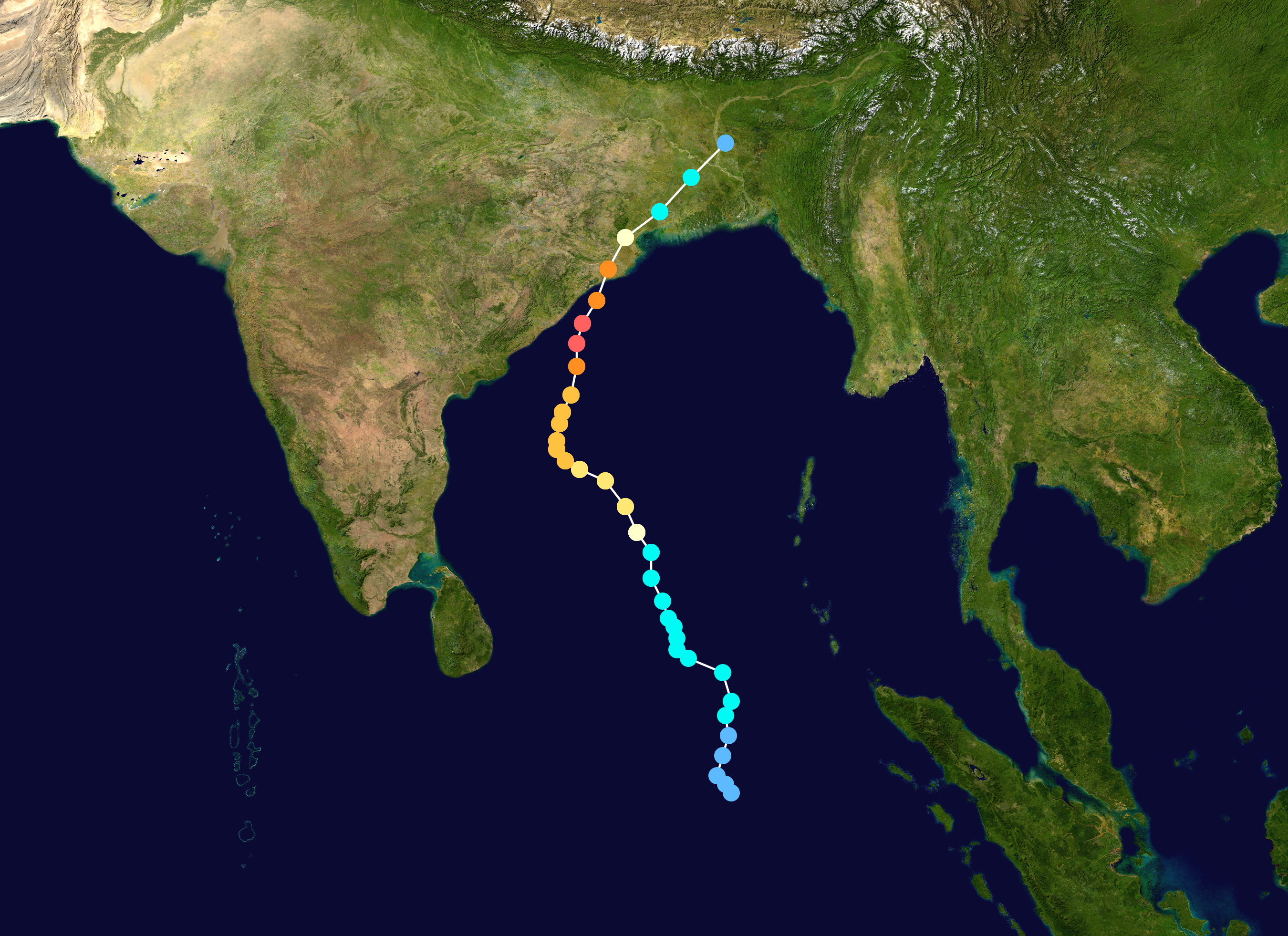
Mapa que traza la trayectoria y la intensidad de la tormenta, de acuerdo con la escala de huracanes de Saffir-Simpson.

El IMD comenzó a rastrear una depresión ubicada al oeste de Sumatra el 26 de abril, clasificándola como BOB 02. Más tarde ese día, el Centro Conjunto de Advertencia de Tifones (JTWC) emitió una alerta de formación de ciclones tropicales en el sistema. Luego, la tormenta se unió lentamente mientras se movía hacia el norte y se convirtió en una profunda depresión a las 00:00 UTC del 27 de abril. Al mismo tiempo, el Centro Conjunto de Advertencia de Tifones (JTWC) comenzó a advertir sobre el sistema, designándolo como 01B. Seis horas más tarde, el IMD actualizó el sistema a una tormenta ciclónica y le dio el nombre de Fani. El sistema continuó intensificándose hasta las 18:00 UTC, después de lo cual se estancó durante más de un día a medida que la convección alrededor del centro de la tormenta aumentaba y disminuía. Fani reanudó el fortalecimiento alrededor de las 12:00 UTC, y el IMD lo convirtió en una tormenta ciclónica severa.
En ese momento, Fani comenzó un período de  muy rápida intensificación, ya que se encontraba en un entorno muy favorable con temperaturas de la superficie del mar de 30–31 °C (86–88 °F) y baja cizalladura vertical del viento. Como resultado, el Centro Conjunto de Advertencia de Tifones (JTWC) actualizó a Fani a un ciclón equivalente en la categoría 1 a fines del 29 de abril. Alrededor de las 00:00 UTC del 30 de abril, Fani fue ascendida a una tormenta ciclónica muy severa por el IMD. La organización del sistema continuó mejorando, con el ajuste de bandas en espiral en una función de ojo formativo, resultando en que Fani se actualice a una tormenta ciclónica extremadamente severa por parte del IMD alrededor de las 12:00 UTC mientras que el Centro Conjunto de Advertencia de Tifones (JTWC) actualizó la tormenta a un ciclón equivalente a la categoría 3 horas más tarde. El desarrollo avanzó más lentamente durante los días siguientes, con poca mejora evidente en la presentación satelital del sistema. Sin embargo, el 2 de mayo, la densa cubierta central se hizo más simétrica y el ojo más distintivo, y el Centro Conjunto de Advertencia de Tifones (JTWC) pasó a ser un ciclón equivalente a categoría 4 a las 06:00 UTC. Poco después, Fani comenzó otro período de rápida intensificación, alcanzando vientos sostenidos de 1 minuto a 250 km/h (155 mph) justo debajo del ciclón tropical equivalente a la categoría 5, según el Centro Conjunto de Advertencia de Tifones (JTWC). La interacción con la tierra degradó rápidamente la estructura convectiva de Fani; y se debilitó a un ciclón tropical de categoría 1 relativamente rápido después de tocar tierra.[cita requerida]

## Preparaciones

### Odisha

El ciclón Fani se intensifica sobre el Océano Índico norteño cerca de la costa de Odisha el 30 de abril de 2019.

El Departamento Meteorológico de India hizo un seguimiento de la tormenta y emitió numerosas advertencias amarillas para gran parte de la parte sudoriental de la India cuando el ciclón comenzó a intensificarse. En preparación para el impacto de la tormenta, el gobierno estatal de Odisha evacuó a más de 1.2 millones de residentes de las áreas costeras vulnerables y los trasladó a terrenos más altos y a refugios para ciclones construidos a unas pocas millas tierra adentro. Las autoridades desplegaron alrededor de mil trabajadores de emergencia y 43,000 voluntarios en este esfuerzo. Envió 2.6 millones de mensajes de texto para advertir sobre la tormenta, además de usar sistemas de televisión, sirenas y megafonía para comunicar el mensaje. Cerca de 7,000 cocinas fueron operadas para alimentar a los evacuados en 9,000 refugios para tormentas. La Armada de la India preparó barcos y aeronaves navales en las bases aéreas de Arakkonam y Visakhapatnam para prepararse para las consecuencias de la tormenta y ayudar en las operaciones de reconocimiento, rescate y ayuda. El gobierno de Odisha organizó "300 barcos a motor, dos helicópteros y muchas motosierras, para cortar árboles derribados" para este propósito.

### Bangladés
Las autoridades de Bangladés también recibieron la orden de abrir áreas de refugio en 19 distritos costeros. La Armada de Bangladés desplegó 32 barcos navales para brindar socorro de emergencia y asistencia médica a las zonas costeras en caso de cualquier emergencia. Más de 1,2 millones de personas fueron evacuadas en Bangladés y se trasladaron a los refugios para ciclones en las zonas costeras.

## Impacto
| País           | Muertes | Daños (2019 USD) | Ref    |
| -------------- | ------- | ---------------- | ------ |
| Odisha (India) | 49      | $ 43.6 millones  | [ 29 ] |
| Bangladés      | 19      | $ 33.5 millones  | [ 30 ] |
| Totales:       | 68      | $ 77.1 millones  |        |

### India

#### Odisha
Fani ha matado al menos a 49 personas en India; 41 en Odisha, y 8 en dos distritos de Uttar Pradesh. Odisha, una adolescente fue asesinada después de ser golpeada por un árbol que se cayó. Una mujer murió cuando fue alcanzada por escombros voladores, y otra murió de un ataque al corazón mientras estaba en un refugio para ciclones. El ciclón afectó adversamente el suministro de electricidad y las telecomunicaciones en varias zonas costeras de Odisha y, en menor medida, en Bengala Occidental. Puri y el distrito de Khordha en Odisha fueron los más afectados. El Templo de Jagannath en Puri sufrió daños menores, y el costo de reparación se estimó en 5 millones de rupias (US $ 738,000). La pérdida preliminar de la Universidad Siksha 'O' Anusandhan causada por Fani se estimó en 30 millones de rupias (US $ 4,3 millones). El estado indio de Andhra Pradesh no reportó pérdidas de vidas ni lesiones, pero estimó un daño económico de ₹ 58.62 millones de rupias (US $ 8.5 millones). La pérdida de seguros en toda la India puede llegar a 3500 millones de rupias (US $ 507 millones).

### Bangladés
Fani mató a 17 personas en diez distritos de Bangladés. En el distrito de Bagerhat, una mujer murió luego de ser golpeada por un árbol que se cayó, y siete de ellas murieron a causa de un rayo en dos distritos de Bangladés. El ciclón también destruyó cerca de 63,000 ha (160,000 acres) de tierras de cultivo en 35 distritos del país, las pérdidas agrícolas se registraron en Tk38.5 millones (US $ 4.6 millones). El daño total en Bangladés ascendió a Tk536.61 millones de rupias (US $ 63.6 millones).

## Repercusiones

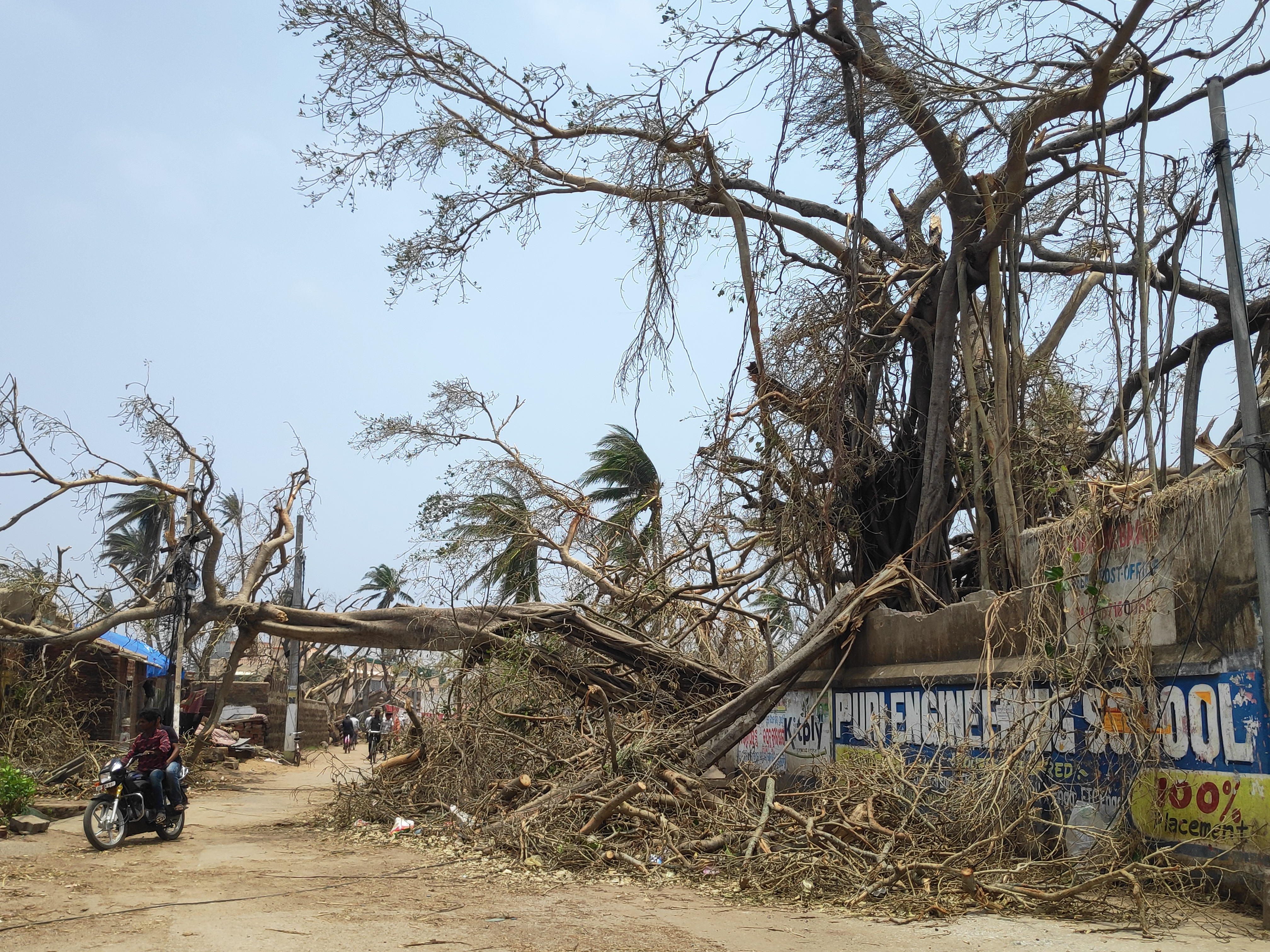
Árboles caídos provocados por el ciclón tropical muy severa Fani después de tocar tierra el 6 de mayo de 2019.

### India
El primer ministro indio, Narendra Modi, anunció que el gobierno había liberado más de 1000 millones de rupias (145 millones de dólares) para los estados afectados por Fani.

### Bangladés
El gobierno de Bangladés distribuyó arroz, alimentos deshidratados y millones de rupias de Tk1.97 (US $ 234,000) a los afectados por el ciclón.